# Easton (Nuevo Hampshire)
Easton es un pueblo ubicado en el condado de Grafton en el estado estadounidense de Nuevo Hampshire. En el Censo de 2010 tenía una población de 254 habitantes y una densidad poblacional de 3,14 personas por km².

## Geografía
Easton se encuentra ubicado en las coordenadas 44°6′4″N 71°47′42″O / 44.10111, -71.79500. Según la Oficina del Censo de los Estados Unidos, Easton tiene una superficie total de 80.8 km², de la cual 80.76 km² corresponden a tierra firme y (0.04%) 0.04 km² es agua.

## Demografía
Según el censo de 2010, había 254 personas residiendo en Easton. La densidad de población era de 3,14 hab./km². De los 254 habitantes, Easton estaba compuesto por el 98.03% blancos, el 0% eran afroamericanos, el 0.79% eran amerindios, el 0% eran asiáticos, el 0% eran isleños del Pacífico, el 0.79% eran de otras razas y el 0.39% pertenecían a dos o más razas. Del total de la población el 0.39% eran hispanos o latinos de cualquier raza.